# Dricks

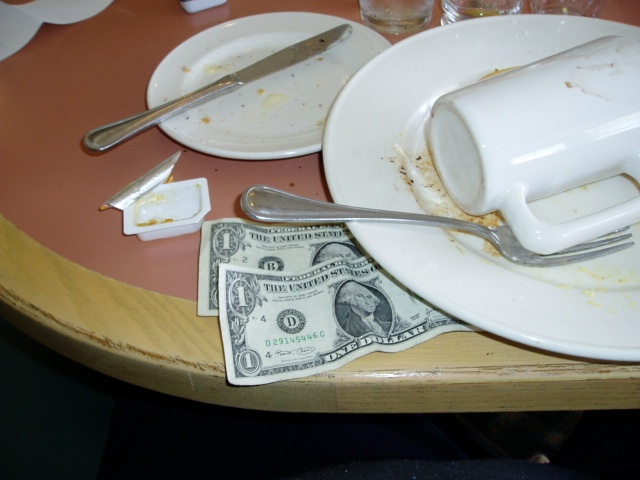
I USA förväntar sig restaurangpersonalen dricks.

Dricks är en frivillig gåva till vissa arbetare inom servicesektorn (exempelvis serveringspersonal på en restaurang) utöver den ordinarie avgiften eller räkningen. Dessa betalningar och deras storlek varierar beroende på kultur och serviceindustri. Dricks är aldrig påbjuden av lagliga skäl och mängden är upp till den enskilda personen som serverats. Dock kan en utebliven eller liten dricks i vissa sammanhang betraktas som snålhet, ett etikettsbrott, eller oetiskt. I somliga kulturer förväntas inte dricksbetalningar och bara erbjudandet av dricks kan tolkas som förolämpande eller nedsättande. I vissa situationer (till exempel dricks till statligt anställda) kan det vara förbjudet att ge dricks, särskilt till Polisen.
Dricks är en gammal tradition som har sitt ursprung i att den som förr i tiden fått en tjänst utförd av någon som var fattigare gav en slant till den som gjort jobbet för att personen skulle kunna dricka en skål till ära (eller önskan om god hälsa) för den som hade betjänats.
I restauranger brukar dricksen lämnas i form av mynt eller sedlar på bordet efter att notan betalats och eventuell växel mottagits. Alternativt går det ofta att betala dricks med betal- eller kreditkort; då anges drickssumman ett särskilt fält på kontokortskvittot (i Sverige brukar fältet kallas "Extra").
En tumregel kan vara att dricksen ska vara 10 procent av det man betalar. I Sverige är det dock mindre vanligt att betala så mycket i dricks, vanligen avrundar man bara uppåt eller lägger till en mindre summa.

## Skatt och reseräkning
Enligt EG-domstolen och svenska skatteverket är frivillig dricks momsfri, även om den betalas via kort. Det råder tveksamhet kring huruvida dricksen är skattefri i Sverige. Enligt vägledningar från Skatteverket ska den inkomstbeskattas men enligt lagen är det inte lika självklart; ett prejudikat hade hjälpt till att besvara den frågan. När man  betalar någon mindre än 1000 kr på ett år behöver inte redovisa det, men mottagaren skall ta med det i deklarationen. Skatteverket utför inte några större aktioner för att beskatta serveringspersonal på restauranger, även om Skatteverket ibland ställer frågor till sådan personal som inte redovisat dricks. Det är sannolikare att dricks som betalas med kort beskattas då det är lättare att kontrollera. Förr fanns en schablonbeskattning av förväntad dricks på taxi i Sverige, vilket fick vissa förare att kräva dricks, men det gäller inte längre. Det anses i många sammanhang acceptabelt att ta med normal dricks på reseräkningen i samband med representation, men ofta tillåter statliga och kommunala myndigheters regler det inte.